# 施巴德刺尻魚
施巴德刺尻魚，為輻鰭魚綱鱸形目鱸亞目蓋刺魚科的其中一個種。

## 分布
本魚分布於西太平洋區，包括日本、關島、馬里亞納群島、帛琉及菲律賓等海域。

## 深度
水深1至56公尺。

## 特徵
本魚體側扁，呈長橢圓形，體色從紅色到淡杏黃色都有，體上半部具不規則黑色條紋，背部、背鰭及臀鰭深色，且背鰭與臀鰭上具藍色邊緣或斑點，背鰭硬棘14枚；背鰭軟條16至18枚；臀鰭硬棘3枚；臀鰭軟條17至18枚，體長可達9公分。

## 生態
本魚棲息於外礁斜坡，偶見於潟湖，屬草食性，以藻類為食，成小群活動。

## 經濟利用
為觀賞性魚類。